# Boštjan Božič
Boštjan Božič (ur. 11 sierpnia 1980 w Koprze) – słoweński wioślarz.

## Osiągnięcia
- Mistrzostwa Świata Juniorów – Linz 1998 – dwójka ze sternikiem – 4. miejsce[1].
- Mistrzostwa Świata – Lucerna 2001 – czwórka podwójna – 16. miejsce[1].
- Mistrzostwa Świata – Sewilla 2002 – czwórka podwójna – 8. miejsce[1].
- Mistrzostwa Świata – Mediolan 2003 – czwórka podwójna – 18. miejsce[1].
- Mistrzostwa Świata – Banyoles 2004 – dwójka ze sternikiem – 9. miejsce[1].
- Mistrzostwa Świata – Gifu 2005 – dwójka bez sternika – 8. miejsce[1].
- Mistrzostwa Świata – Eton 2006 – dwójka bez sternika – 10. miejsce[1].
- Mistrzostwa Świata – Monachium 2007 – dwójka bez sternika – 14. miejsce[1].
- Mistrzostwa Świata – Linz 2008 – dwójka ze sternikiem – 10. miejsce[1].